# Atractus roulei
Atractus roulei — вид змій родини полозових (Colubridae). Мешкає в Південній Америці.

## Поширення і екологія
Atractus roulei мешкають в Еквадорських Андах на південному сході країни, а також в горах Кордильєра-де-Уанкабамба на півночі Перуанських Анд. Вони живуть у вологих гірських і хмарних тропічних лісах, на висоті від 1200 до 3000 м над рівнем моря, переважно на висоті до 2600 м над рівнем моря.

## Збереження
МСОП класифікує цей вид як вразливий. Atractus roulei загрожує знищення природного середовища.